# Shahrestān-e Damāvand
Shahrestān-e Damāvand (persiska: شهرستان دماوند, دماوند) är en delprovins (shahrestan) i Iran.   Den ligger i provinsen Teheran, i den centrala delen av landet, 60 km öster om huvudstaden Teheran.
Delprovinsen hade 125 480 invånare 2016.